# Gilbert de la Hay
Sir Gilbert de la Hay (mort en avril 1333), 5e  baron d'Erroll en Gowrie, il fut Seigneur Grand Connétable d'Écosse de facto en 1309, héréditairement de 1314, jusqu'à sa mort.

## Biographie
Gilbert est issu d'une lignée du baronnage anglo-normand établie en Écosse dès les premières années du règne de Guillaume le Lion. Il est le fils de Nicholas de la Haye d'Erroll (Clan Hay) et de son épouse Joan. Il est un premiers compagnons de Robert Bruce et il assiste au couronnement de Robert à Scone le 27 mars 1306 avec son jeune frère Hugh de la Haye. Fidèle soutien du roi Robert Ier d'Écosse, il commande sa garde rapprochée lors de la bataille de Methven en 1306, et devient de facto avant mars 1309 connétable d'Écosse à la place  de John Commyn, 7e comte de Buchan, déchu de son titre.
Il combat également à la  bataille de Bannockburn en 1314, après laquelle la charge de connétable d'Écosse devient héréditaire dans sa famille et il est envoyé en Angleterre négocier une trêve. Le roi Robert Bruce lui accorde le domaine de Slains, dans l'Aberdeenshire. Il est l'un des signataires de la Déclaration d'Arbroath en 1320 et est présent lors de la conclusion de la paix finale.
Son fils, Nicholas de la Hay, est tué lors de la bataille de Dupplin Moor en 1332 en combattant Édouard Balliol, laissant comme successeur le petit-fils du Connétable, Sir David de la Hay, 6e baron d'Erroll qui est l'ancêtre des  comtes d'Eroll (en).